# Ontirio
Ontirio (en griego antiguo: Όνθύριον) es una ciudad griega antigua de Tesalia. 
No localizada por Talbert, Indzesilglou propone identificarla con Kallithiro, antiguamente llamada Seklitsa.
Según Estrabón fue un de los tres asentamientos que se unieron en el sinecismo de Metrópolis. En el período helenístico constituía una tribu de esta ciudad. El terminus ante quem para el sinecismo es el año 358 a. C. Si el dato de Estrabón es histórico, Ontirio pudo haber existido antes del periodo helenístico, pero nada se sabe sobre su estatus político. 